# Mapa Saint-Sever
Mapa Saint-Sever je mapa světa uplatňující znaky map Beatova typu a patří mezi nejvýznamnější kartografická díla evropského středověku.
Patří do kolekce map zvaných „mappea mundi“ (v překladu „středověké mapy“), které se dochovaly v ilustrovaných rukopisech.
Mapa světa Saint-Sever byla nalezena jako součást prologu zdobeného díla Komentář k Apokalypse svatého Jana, jehož autorem je španělský asturský mnich Beatus z Liébany (730 – 798) a pochází z roku 776.
Originál rukopisu se nedochoval, pouze jeho opis. Přestože je jedná pouze o opis, patří díky své podobě a své vysoké kvalitě k nejzdařilejším.
Byl vytvořen španělským mnichem ve třetí čtvrtině 11. století ve francouzském skriptoriu (opatství Saint-Sever, které se leží v Camino de Santiago).
Pod tímto opisem je podepsán Stephanus Garsia Placidus, malíř a písař.
Opis je uložen v Národní knihově v Paříži (National Library of France – Ms Lat. 8878).

## Základní údaje
Mapa světa Saint-Sever je často označována jako Paříž I. Mapa oválného tvaru má rozměry 37 x 57 cm a s obsaženými 270 geografickými názvy představuje Beatovu mapu s nejvíce detaily. Geografickou situaci autor na mapě záměrně zakreslil zjednodušeně, přesnost nebyla jeho cílem.
Na mapě byly nalezeny kompasové body, které jsou typické pro středověké mapy.

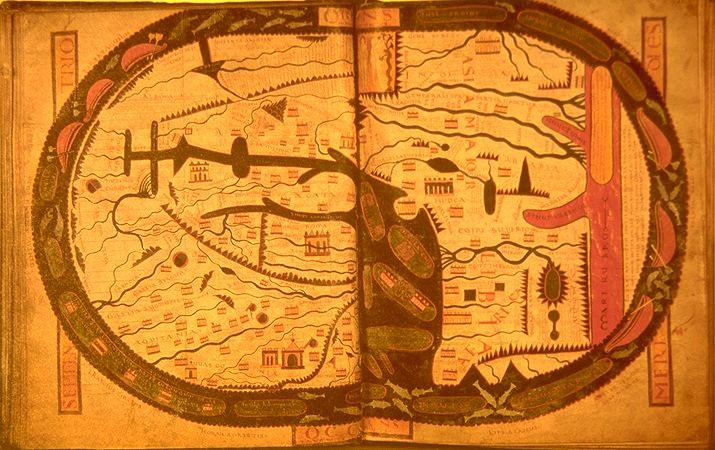
Mapa světa Saint-Sever (Paříž I.)

Mapa je orientována na východ.

### Barvy
Mapa Saint-Sever je kolorovaná a autor zpravidla dodržuje použití určité barvy k vyjádření konkrétního geografického či textového prvku.
Použité barvy:
- Béžová – pevnina
- Zelená – ostrovy
- Modrá – oceány, moře a řeky
- Červená – lodě, názvy kontinentů, provincií, měst a Rudého moře
- Černá – detailní popisky, názvy řek, pohoří
- Žlutá – názvy ostrovů

### Mapové znaky
Autor používá symbolické mapové znaky, které usnadňují čtení mapy.
Použité znaky:
- Palác – velká města
- Dům – malá města a osídlení
- Pás navazujících trojúhelníků – pohoří
- Výrazný trojúhelník či skupina trojúhelníků – hora

Na mapě je použito několik grafických prvků. Jsou to ilustrace plujících ryb a lodí ve světovém oceánu a zobrazení ráje.
Současně je na mapě mnoho textových popisků, které se vztahují k určitým geografickým prvkům např. text na čtvrtém kontinentu, u Arménie nebo u Mrtvého moře.

## Obsah mapy
Země je na mapě rozdělena na Evropu [Eoropa] – levý dolní kvadrant, Asii [Asia Minor a Asia Maior] – horní půlkruh a Afriku [Libia]. Rudé moře odděluje čtvrtý kontinent (v té době neznámý) nazývaný Antipodes. Země je do oválu obklopena světovým oceánem.
Pro jednodušší popis obsahu, mapu rozdělíme na čtyři kvadranty, viz obrázek, který je z webové stránky přírodovědecké fakulty Univerzity Karlovy v Praze.

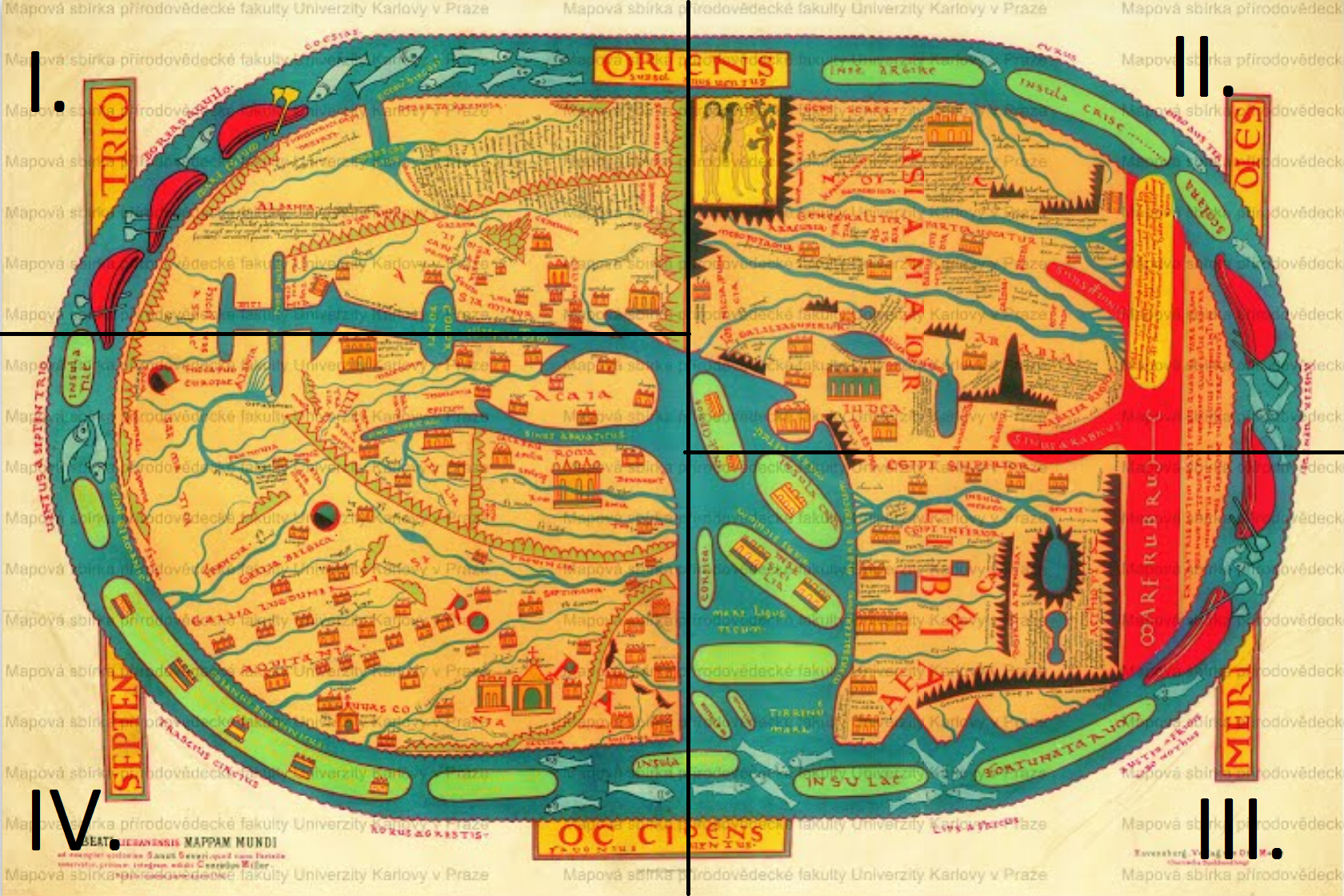
Mapa světa Saint-Sever rozdělena na kvandranty

1. První kvadrant je ze zdola ohraničený Egejským mořem, Černým mořem a Azovským mořem. Levá strana je ohraničena částí pohoří Ural. Tato část pevniny se nazývá Asia Minor a leží tady např. dnešní Řecko, Albánie, Arménie a Írán. Kaspické moře je umístěno v horní části kvadrantu pod dvěma pouštěmi. Významný prvek tohoto kvadrantu je zobrazení hory Olymp v Řecku.
2. Druhý kvadrant je oddělen od třetího v Rudém moři a v polovině neznámého kontinentu Antipodes. Pevnina se nazývá Asia Maior a leží tady dnešní Turecko, Jordánsko, Izrael a Irák. Významným prvkem je ráj vyjádřen pomocí Adama a Evy trhající jablko ze stromu poznání. Kresba je od zbytku mapy oddělena pohořím. Dále můžeme vidět významné vodní toky, ostrovy, hory i pohoří. Odspodu je to řeka Jordán, která teče od Libanonského pohoří přes Galilejské jezero do Mrtvého moře a dále řeky Eufrat a Tigris. Ve Středozemním moři leží ostrov Kypr [Cypros], v Rudém moři je žlutý ostrov označovaný jako Taprobane[3] (dnešní Srí Lanka). Jeho pozice je zanesena velmi nepřesně. Ve světovém oceánu leží další tři ostrovy. Ve skutečnosti se jedná se o znázornění státu Burma [Argire][4], souostroví Malajsie [Crise][4] a ostrova Sokotra [Scolera]. Dále jsou znázorněny hory Karmel a Sinaj. Výrazný zelený znak znázorňuje město Jeruzalém.
3. Ve třetím kvadrantu leží africký kontinent, nazývá se Libia. Nejvýznamnější vodní tok je Nil, který má dvě řečiště a navazuje na oválné jezero, pravděpodobně Victoriino. V dolní části pevniny je zaneseno pohoří Atlas. Ostrovy ležící ve Středozemním moři jsou Kréta, Korsika, Sicílie, Sardinie, Mallorka a Menorka. Ve světovém oceánu leží Madeira [Insulae] a Kanárské ostrovy [Fortunatarum].
4. Čtvrtý kvadrant je nahoře oddělen od prvního kvadrantu Azovským a Černým mořem. Je označen jako Eoropa a zaujímá tedy většinu evropské části pevniny. V pravé dolní části je Španělsko odděleno od Francie Pyrenejemi. Francie je uprostřed oddělena Alpami od Itálie a zabírá většinu území. Na francouzském území jsou zobrazeny řeky s důrazem na ty, které tvoří přirozené hranice mezi provinciemi. Názvy provincií jsou napsány velkými písmeny. Města jsou znázorněna obvyklým způsobem, až na Konstantinopol a Řím. Konstantinopol vyniká znakem dvoupatrové stavby a znakem Říma protéká řeka Tiber (znázorňuje rozvoj města na obou stranách řeky)[3]. Ostatní města jsou zobrazena obdobnými znaky, avšak autor dává pomocí znaků zvláštní význam třem budovám, které úzce souvisí s místem, kde byl Saint-Sever vytvořen. Jedná se o kostel Saint-Server Ecclesia Sancti v Gaskoňsku, pevnost vedle něj a kostel Santa Maria Mimisanensis. Navzdory svému malému významu pro křesťanský svět by grafickým důrazem zobrazeným na mapě mohly soupeřit s významnými městy, jako jsou Konstantinopol, Řím nebo Jeruzalém[3].

Ostrovy umístěné ve světovém oceánu jsou (zleva) Island [insula Tile], Velká Británie [insula Brittania], Irsko [insula Hibernia] a Cádiz [insula Gades]. Na ostrovech Velké Británie je vyobrazeno 5 měst, které hrály vekou roli při plánování obchodních cest – Londýn [Lindinio], Lincoln, [Lindo], Wroxeter [Virigonio], Camathen [Moriduno] a Benwell [Condeaco].